# إلين بيرغستروم
إلين بيرغستروم (بالإنجليزية: Elaine Bergstrom)‏ (13 ديسمبر 1946)؛ كاتِبة وروائية أمريكية.